# Société du Dix-Décembre
La Société de secours mutuels le Dix-Décembre, dite Société du Dix-Décembre, est une organisation bonapartiste française fondée en 1849 et dissoute le 7 novembre 1850.

## Histoire

### Fondation et développement
La Société du Dix-Décembre a été déclarée en tant que société de secours mutuel, ce qui lui permet de contourner la loi du 19 juillet 1849, votée en réaction à la Journée du 13 juin 1849 et prohibant les clubs et autres réunions publiques « de nature à compromettre la sécurité publique ». Après le dépôt d'une demande à la préfecture de police le 20 août 1849, la société est autorisée par actes du 29 août et du 24 septembre. Ses statuts, datés du 1er octobre, sont publiés le même jour dans un journal éponyme.
L'association tire en effet son nom du Dix-Décembre, journal de l'ordre, fondé le 15 avril 1849 puis renommé Le Pouvoir, journal du dix décembre le 18 juin 1850. Les locaux de ce quotidien, installés à partir d'octobre 1849 au no 9 de la rue Geoffroy-Marie, servent de siège à la société. Le titre du journal et celui de la société font référence à l'élection de Louis-Napoléon Bonaparte à la présidence de la République, le 10 décembre 1848. L'orientation politique bonapartiste de la Société du Dix-Décembre est par conséquent évidente.
Présidée par le général Piat, la société a pour cheville ouvrière Jean-Claude-Barthélemy Gallix, dit Claudius Gallix, qui s'était déjà signalé comme militant et agent électoral libéral dans les années 1820. En tant que censeur du conseil central d'administration, il est le directeur de l'organisation.
Dans ses Mémoires, Jacques François Griscelli prétend avoir été « employé officieusement à l’Élysée, avec le général Piat, à l'organisation de la Société du 10 décembre ». Ce témoignage est cependant jugé plus que douteux par les historiens,,.
Un an après sa fondation, l'association revendique 6 500 sociétaires malgré une scission intervenue après les élections législatives complémentaires du 10 mars 1850. Plusieurs membres en désaccord avec l'administration de Gallix ont en effet fondé une organisation dissidente, la Société des Amis de l'Ordre et de l'Humanité, dite « Société du Quinze-Août » (no 9, rue du Faubourg-Montmartre).

### Manifestations

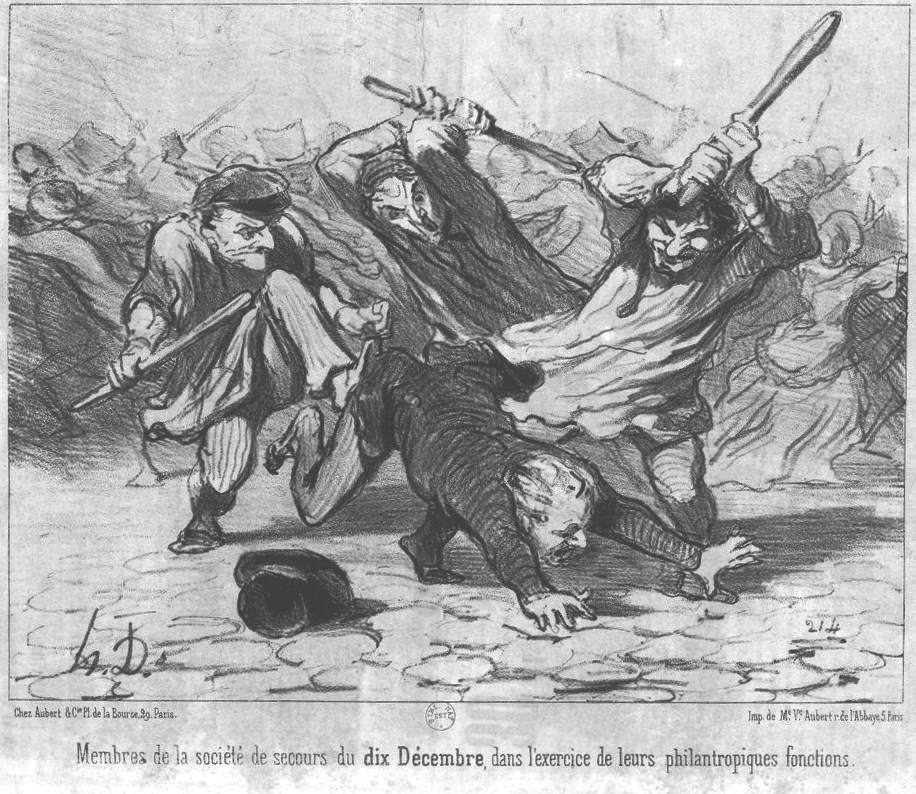
« Membres de la société de secours du dix Décembre, dans l'exercice de leurs philantropiques fonctions », par Daumier (Le Charivari, 1er octobre 1850).

Au cours de l'année 1850, l'antagonisme entre la majorité royaliste de l'Assemblée nationale législative et le président de la République est de plus en plus visible. La Société du Dix-Décembre est alors accusée de sortir de son objet social en organisant des rassemblements de soutien au président.
Lors de ces manifestations, des passants sont brutalement contraints de pousser des acclamations bonapartistes sous peine d'être molestés par les « décembristes » (ou « décembriseurs », ou « décembraillards ») et sans que la police intervienne. De telles scènes sont notamment rapportées lors des retours du président à Paris après ses visites en province, le 28 août à l'embarcadère de Strasbourg et le 12 septembre à celui de la rue du Havre.

### Dissolution
Le 30 octobre, le commissaire de police au service de l'Assemblée législative, Michel Yon, reçoit un rapport de son agent Louis-Pierre-Constant Allais affirmant que vingt-six membres de la Société du Quinze-Août se seraient réunis la veille dans une arrière-boutique de la rue des Saussaies pour y préparer l'assassinat d'André Dupin, président de l'Assemblée, et du général Changarnier, deux adversaires notables du président Bonaparte.
Assimilant la société du Quinze-Août à celle du Dix-Décembre et ignorant que le rapport d'Allais est mensonger[réf. nécessaire], la commission de permanence de l'Assemblée délègue trois de ses membres (Baze, Faucher et Monet) auprès du ministre de l'Intérieur, Baroche, afin de réclamer des mesures contre la Société du Dix-Décembre.
Le Journal des débats ayant ébruité l'affaire le 7 novembre, Baroche doit rédiger un décret de dissolution. Celui-ci est signé par le président de la République afin d'apaiser la tension et avec l'arrière-pensée que le parti bonapartiste, vu par l'opinion publique comme la victime d'une grossière calomnie, en sortira finalement renforcé.

### Postérité

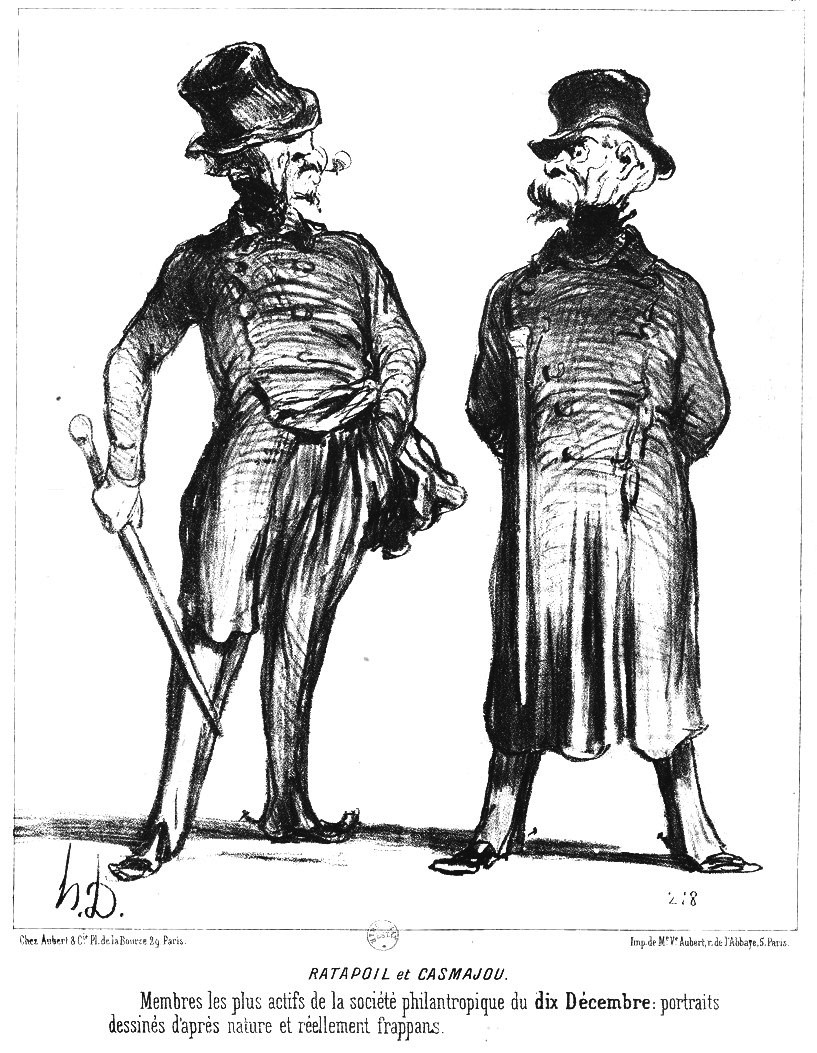
Ratapoil et Casmajou, « membres les plus actifs de la société philantropique du dix décembre », par Daumier (Le Charivari, 11 octobre 1850).

Dès l'automne 1850, Honoré Daumier a caricaturé pour Le Charivari les membres de la société du Dix-Décembre, présentés comme des brutes braillardes armées de gourdins. Le 11 octobre, il invente le personnage du colonel Ratapoil, que Jules Michelet considérera comme la personnification de « l'idée bonapartiste ». Ce personnage-type a également été exploité par l'autre grand dessinateur du Charivari, Cham.
Dans Le 18 Brumaire de Louis Bonaparte (1852), Karl Marx a sévèrement jugé la Société du Dix-Décembre : « Sous le prétexte de fonder une société de bienfaisance, on avait organisé le lumpenprolétariat parisien en sections secrètes, mis à la tête de chacune d'entre elles des agents bonapartistes, la société elle-même étant dirigée par un général bonapartiste. A côté de "roués" ruinés, aux moyens d'existence douteux et d'origine également douteuse, d'aventuriers et de déchets corrompus de la bourgeoisie, on y trouvait des vagabonds, des soldats licenciés, des forçats sortis du bagne, des galériens en rupture de ban, des filous, des charlatans, des lazzaroni, des pickpockets, des escamoteurs, des joueurs, des souteneurs, des tenanciers de maisons publiques, des portefaix, des écrivassiers, des joueurs d'orgue, des chiffonniers, des rémouleurs, des rétameurs, des mendiants, bref, toute cette masse confuse, décomposée, flottante, que les Français appellent la bohême. C'est avec ces éléments qui lui étaient proches que Bonaparte constitua le corps de la société du Dix-Décembre. "Société de bienfaisance", en ce sens que tous les membres, tout comme Bonaparte, sentaient le besoin de se venir en aide à eux-mêmes aux dépens de la nation laborieuse ».
Dans le sixième livre de son pamphlet Napoléon le Petit (1852), Victor Hugo compare Louis-Napoléon Bonaparte à l'empereur Néron « qui avait inventé la société du Dix-Décembre, et [...] l’employait à applaudir ses comédies et même [...] ses tragédies ».

## Membres
Abréviations : F (membre fondateur), A (administrateur et membre du conseil supérieur), P (membre de la commission de permanence et du conseil supérieur), S (autre membre du conseil supérieur).
- Charles Abbatucci (F[6], A)[24]
- Jean-Thomas Arrighi de Casanova (F)[6]
- Bajieux (?), colonel (F)[6]
- Adrien Aimé Fleury de Bar (F[6], S)[25]
- Martial Bataille (F[6], A)[24]
- Antoine Bonaparte (A)[24]
- Louis-Lucien Bonaparte (F[6], A)[24]
- Ferdinand Barrot (F[6], A)[24]
- Louis Belmontet (F[6], A)[24]
- Jean-Claude Bésuchet de Saunois, inspecteur général des prisons (A)[24]
- Louis Bernard Bonjean (F[6], A)[24]
- Frédéric Briffault (F[6], S)[25]
- Victor Brisson, ancien maire de Saint-Denis (F[6], A)[24]
- Armand Auguste Caqué (S)[25]
- Hervé de Caulaincourt (vice-président)[26]
- Cavallier (ou Cavalier), ancien employé supérieur de l'enregistrement et des domaines (A, P)[26]
- Justinien Nicolas Clary (A)[26]
- Henri Conneau (F[6], vice-président)[24]
- Félix Coquereau (F[6], A)[24]
- Delcro, propriétaire (F[6], secrétaire-général)[24]
- Benjamin Delessert (F[6], A)[24]
- Desasart (ou Desazart), ancien officier (F[6], A)[26]
- Dubrac, ancien officier (F)[6]
- Rémy Joseph Isidore Exelmans (F[6], S)[25]
- Jean-Claude-Barthélemy Gallix, administrateur du Dix-Décembre (censeur)[24]
- Charles Gauguier (F[6], S)[25]
- Ambroise Godeaux, secrétaire général de la préfecture de police (F[6], A)[24]
- Gonon, homme de lettres (F[6], S)[25]
- Guillouet, directeur-gérant du Dix-Décembre (F[6], A[24], P)[26]
- Hulot d'Osery, général (F[6], S)[25]
- Eugène Alexandre Husson (A, vice-président de la commission de permanence)[26]
- Louis-Alphonse Hyrvoix (F[6], A)[24]
- A. Juge, avocat (A, secrétaire de la commission de permanence)[26]
- Juge (de Tulle), ancien juge de paix (A[24], secrétaire général)[26]
- Maximilien de Koenigswarter, banquier (trésorier)[26]
- Étienne de Laborde (F[6], S)[25]
- Armand Laity (F)[6]
- Laloue, directeur de Sainte-Pélagie puis chef de division au secrétariat-général de la présidence de la République (F[6], A[24], P)[26]
- Jean-Charles Langlois (F[6], S)[25]
- Napoléon Lepic (F[6], S)[25]
- Henri Lemulier (A, président de la commission de permanence)[26]
- Louis Lucas, rédacteur en chef du Dix-Décembre (F[6], secrétaire-général)[24]
- Charles-Tristan de Montholon (F)[6]
- Montour, homme de lettres, ex-rédacteur de La Patrie (secrétaire général)[26]
- Napoléon Joseph Ney (F[6], A)[24]
- Nogent-Saint-Laurent, avocat (F[6], S)[25]
- Noirault, docteur en médecine (S)[25]
- Ornano, ancien officier, commissaire au chemin de fer de Lyon (F[6], A, P)[26]
- Mathieu Orsini, chanoine (S)[25]
- Pascal, sous-chef du cabinet du président de la République (F[6], A[24], P)[26]
- Patorny, avocat (F)[6]
- Arsène Peauger, ancien préfet (F[6], A)[24]
- Benjamin-Pierre Perrot (F)[6]
- Victor de Persigny (F)[6]
- Jean-Pierre Piat (F[6], président)[24]
- Poncy, négociant-manufacturier (F[6], A, P)[26]
- Nicolas Louis Raoul (F[6], S)[25]
- Rochefort, ancien magistrat (A)[26]
- Jean-Baptiste Vernoy de Saint-Georges, ancien préfet (F[6], vice-président)[24]
- Jean-Mathieu Sari, conservateur de l'entrepôt général (F[6], A)[24]
- Thédenat-du-Vent, propriétaire (A)[26]
- Théodore Thiérion (F[6], A)[24]
- Pierre-Victor de Tocqueville, lieutenant-colonel (F[6], A)[24]
- Claude-Nicolas Vaudrey (F)[6]
- François-Émile Villemain (trésorier)[24]
- Warner, docteur en médecine (S)[25]
- Louis Wolowski (F[6], A)[24]